# Pomník Bedřicha Smetany (Karlovy Vary)
Pomník Bedřicha Smetany v Karlových Varech vznikl na památku prvního českého koncertu v tomto městě, který se zde uskutečnil dne 19. července 1933. Je umístěn v jižní části města v sadech u Poštovního dvora. Sedící socha v životní velikosti pochází z roku 1949, autor díla byl český sochař Josef Wagner.
Socha je prohlášena kulturní památkou, památkově chráněna je od 3. května 1958, event. 5. února 1964, rejstř. č. ÚSKP 18594/4-892.

## První provedení Smetanovy hudby v Karlových Varech
Ještě předtím, než se v Karlových Varech začala rozvíjet dvořákovská tradice a začala být uváděna Dvořákova díla při vystoupeních lázeňského orchestru, provedl v roce 1876 tehdejší dirigent August Labický na jednom z koncertů předehru k opeře Bedřicha Smetany (1824–1884) Prodaná nevěsta. Odehrálo se to v době, kdy lázeňský orchestr již druhým rokem vystupoval celoročně a jeho koncerty byly poprvé označeny jako symfonické. Smetana však již tehdy žil u své dcery Žofie v Jabkenicích, byl hluchý a nemocný, a tohoto prvního uvedení svého díla v Karlových Varech se nezúčastnil. Další Smetanova skladba – symfonická báseň Vltava – byla zařazena do repertoáru orchestru v roce 1881 při příležitosti otevření Slovanské besedy.
Po vzniku Československa se zvýšený podíl českého obyvatelstva i českých lázeňských hostů v Karlových Varech projevil zvýšeným zájmem o českou hudbu. Karlovarský dirigent Robert Manzer, který vedl lázeňský orchestr v letech 1910 až 1941, podstatně rozšířil uvádění Smetanových děl.

## Historie pomníku

### Předhistorie pomníku
Společnost Bedřicha Smetany byla ustanovena v Praze již v roce 1909. V roce 1934 vzniklo v Karlových Varech volné sdružení pro postavení pomníku Bedřicha Smetany. Podnět k ustanovení spolku dal v roce 1934 dlouholetý lázeňský host, vrchní soudní rada Antonín Pospíšil z Čáslavi, který byl hlavním činitelem při uskutečnění prvního českého koncertu v Karlových Varech dne 19. července 1933 v Poštovním dvoře. Zde na pořad pravidelného středečního symfonického koncertu dirigent Robert Manzer zařadil výhradně skladby Dvořákovy a Smetanovy. Koncert tehdy poslouchalo na dva tisíce lázeňských hostů. Právě tento úspěch vedl městskou radu k vyslovení souhlasu se stavbou pomníku Bedřicha Smetany. Antonín Pospíšil poté dlouhá léta zastával funkci jednatele sdružení.
Dne 13. ledna 1936 se stalo z volného spolku řádné Sdružení pro postavení pomníku Bedřicha Smetany v Karlových Varech, jehož předsedou se stal tehdejší prezident České akademie věd a umění skladatel Josef Bohuslav Foerster. Členové byli např. pěvkyně opery Národního divadla Gabriela Horvátová, dirigent Robert Manzer a mnoho dalších osobností kulturního a veřejného života. Na stavbu pomníku byla vypsána veřejná soutěž a přihlásilo se 58 prací. Porota, které předsedal Zdeněk Wirth a zasedli v ní zástupci všech významných uměleckých spolků i hudební historikové, uznala tři návrhy, jejichž autoři – akademičtí sochaři Josef Wagner, Otakar Španiel a Karel Kotrba – byli vyzváni k užší soutěži s uzávěrkou do 31. března 1937. Modely pomníků byly tehdy vystaveny v Praze Na Příkopě. Nakonec zvítězil návrh spoluautorů akademického sochaře Josefa Wagnera, profesora Vysoké školy uměleckoprůmyslové v Praze a architekta Aloise Wachsmana, který však následně během druhé světové války zemřel. Spolupráce na pomníku byla svěřena architektu Pavlu Smetanovi, rovněž profesoru Vysoké školy uměleckoprůmyslové v Praze. Souhlas s realizací vybrané práce dala i dcera Bedřicha Smetany Božena Gráfová. Návrh pomníku, včetně umístění poblíž Poštovního dvora, schválili již v roce 1938 zástupci města. Poté byl v ateliéru Josefa Wagnera odlit sádrový model pomníku a následně byla na určeném místě postavena jeho maketa. Rozpočet nákladů se tehdy pohyboval ve výši 208 tisíc Kč, přičemž sdružení mělo na kontě již 190 tisíc. Další politické a válečné události však zabránily realizaci projektu.

### Po druhé světové válce

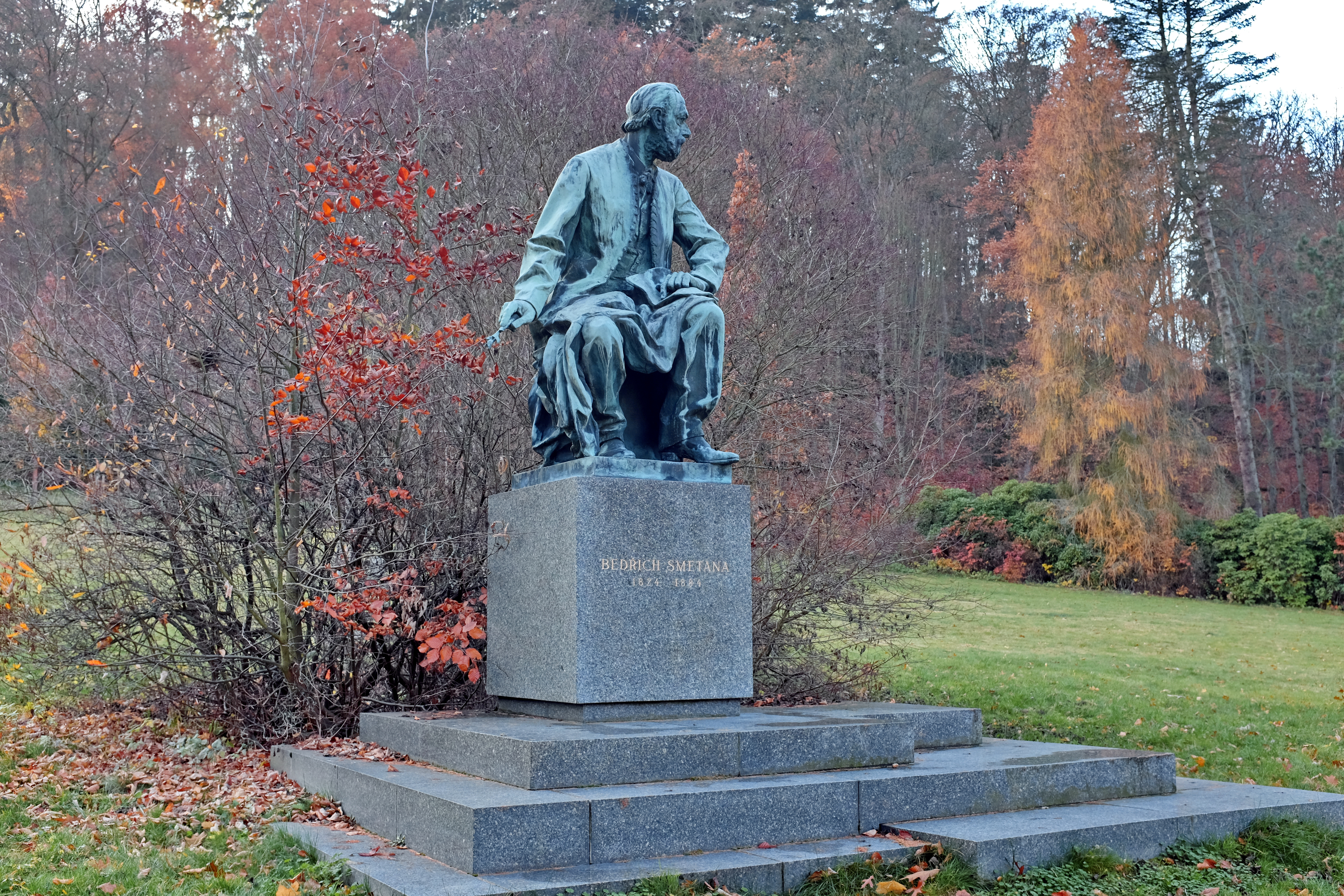
Pomník v sadech u Poštovního dvora

Po skončení druhé světové války pokračovaly přípravy na postavení pomníku za změněných politických a kulturních podmínek, kdy se Smetanovo dílo stalo rovněž pevnou součástí repertoáru Karlovarského symfonického orchestru. Iniciativy se opět ujal Antonín Pospíšil, který spolu s Josefem Bohuslavem Foersterem získal i podporu tehdejšího rezortního ministra informací a kultury Václava Kopeckého. Ještě v roce 1945 přispělo ministerstvo částkou 350 tisíc Kčs. V projektu se angažovala i Místní správní komise Karlovy Vary, zastupující Městský národní výbor, která v červnu 1946 jmenovala do výboru sdružení Ladislava Kozáka, přednostu Stavebního úřadu v Karlových Varech, a kulturního referenta Bohumila Dvořáka. Národnímu výboru se rovněž podařilo vybrat na odlití bronzové sochy 12 q barevných kovů, což v době nedostatku kovů v poválečných letech nebylo jednoduché.

#### Položení základního kamene
Již 8. srpna 1946 byl položen základní kámen. Slavnost se konala pod záštitou tehdejšího ministra školství a osvěty Jaroslava Stránského. Pro zcela nepříznivé počasí musela však být akce přemístěna z plenéru na Mlýnskou kolonádu. Tam za účasti ctitelů Smetanova díla, zástupců úřadů a mnoha hostů program pokračoval. Zásadní projev pronesl tehdejší ředitel Československého rozhlasu, hudební vědec Mirko Očadlík.

#### Slavnostní odhalení
Práce na pomníku se zpožďovaly a teprve 10. června 1949 byla odlita první část pomníku – pravá ruka. V rámci Smetanova hudebního máje byl v neděli 4. června 1950 pomník Bedřicha Smetany slavnostně odhalen. Místo tehdejšího ministra školství Zdeňka Nejedlého přijela do Karlových Varů jednatelka Smetanovy společnosti Anna Patzaková, která přednesla hlavní projev. Slavnosti byl přítomen rovněž zástupce tehdejšího Svazu československých skladatelů Boleslav Vomáčka, který pomník odhalil. Při samotném aktu zazněly fanfáry z Libuše. Na slavnosti byli přítomni příslušníci Smetanovy rodiny a tenorista Jára Pospíšil, syn iniciátora zřízení pomníku. Krátkou řeč za rodinu pronesl vnuk Bedřicha Smetany Zdeněk Heydušek. Slavnost doplnil krátkým vystoupením karlovarský Hlahol pod vedením profesora Oty Čermáka, který zazpíval dvě Smetanovy sborové skladby „Sláva tobě, velký synu, sláva“ a populární „Věno“.

## Popis pomníku
Bronzová socha sedícího umělce v životní velikosti zobrazuje prostovlasou postavu v rozepnutém plášti, sedícího na nevysokém podstavci z leštěné žuly s tváří odvrácenou na levou stranu. V pravé ruce drží rozpučenou ratolest. Z levé strany podstavce je připojena plastika symbolu múzických umění. Na zadní straně je umístěna reliéfní destička s múzami a nápisem a na stranách soklu jsou vyryta jména tvůrců:
GÉNIOVI VDĚČNÝ NÁROD
J. WAGNER a LIL. K. BARTÁK PRAHA XI.

Na přední straně soklu je vyryto umělcovo jméno a pod ním rok narození a úmrtí:
BEDŘICH SMETANA
1824 – 1884

Celek je usazen na třech žulových stupních.